# Вірменія на літніх Олімпійських іграх 2012
Вірменію на літніх Олімпійських іграх 2012 представляли 13 спортсменів у 7 видах спорту.

## Медалісти
| Медалі | Спортсмени        | Вид спорту     | Дисципліна              | Дата     |
| ------ | ----------------- | -------------- | ----------------------- | -------- |
| Срібло | Арсен Джулфалакян | Боротьба       | греко-римська, до 74 кг | 5 серпня |
| Бронза | Ріпсіме Хуршудян  | Важка атлетика | жінки, понад 75 кг      | 5 серпня |
| Бронза | Артур Алексанян   | Боротьба       | греко-римська, до 96 кг | 7 серпня |

## Результати змагань

### Бокс
Спортсменів — 1
Чоловіки
| Змагання | Спортсмени      | 1/32 фіналу                    | 1/16 фіналу        | Чвертьфінал        | Півфінал           | фінал              | Місце           |
| Змагання | Спортсмени      | Суперник Результат             | Суперник Результат | Суперник Результат | Суперник Результат | Суперник Результат | Місце           |
| -------- | --------------- | ------------------------------ | ------------------ | ------------------ | ------------------ | ------------------ | --------------- |
| до 75 кг | Андранік Акопян | Террелл Гаушо (USA) П (нокаут) | Завершив виступ    | Завершив виступ    | Завершив виступ    | Завершив виступ    | Завершив виступ |

### Боротьба
Спортсменів — 7
Чоловіки

#### Вільна боротьба
Спортсменів — 3
| Атлет                   | Змагання | Кваліфікація               | 1/16                   | Чвертьфінал              | Півфінал             | Втішний бій 1        | Втішний бій 2        | Фінал / ББ           | Фінал / ББ |
| Атлет                   | Змагання | Opposition Результат       | Opposition Результат   | Opposition Результат     | Opposition Результат | Opposition Результат | Opposition Результат | Opposition Результат | Місце      |
| ----------------------- | -------- | -------------------------- | ---------------------- | ------------------------ | -------------------- | -------------------- | -------------------- | -------------------- | ---------- |
| Мігран Джабурян         | до 55 кг | BYE                        | Ескобар (HON) W 3–1 PP | Юмото (JPN) L 1–3 PP     | Не пройшов далі      | Не пройшов далі      | Не пройшов далі      | Не пройшов далі      | 7          |
| Давид Сафарян           | до 66 кг | BYE                        | Омар (EGY) W 5–0 VB    | Танатаров (KAZ) L 1–3 PP | Не пройшов далі      | Не пройшов далі      | Не пройшов далі      | Не пройшов далі      | 8          |
| Нурмагомедов Хаджімурад | до 84 кг | Абдусаламов (TJK) W 3–1 PP | Лашгарі (IRI) L 0–5 EX | Не пройшов далі          | Не пройшов далі      | Не пройшов далі      | Не пройшов далі      | Не пройшов далі      | 11         |

#### Греко-римська боротьба
Спортсменів — 4
| Змагання  | Спортсмени        | Турнір       | Кваліфікація                 | 1/8 фіналу                                   | Чвертьфінал                    | Півфінал                   | Фінал                      | Місце  |
| Змагання  | Спортсмени        | Турнір       | Суперник Результат           | Суперник Результат                           | Суперник Результат             | Суперник Результат         | Суперник Результат         | Місце  |
| --------- | ----------------- | ------------ | ---------------------------- | -------------------------------------------- | ------------------------------ | -------------------------- | -------------------------- | ------ |
| до 66 кг  | Ованес Вардересян | За 1-е місце | Кім Хен У (KOR) пор.0-3 (PO) | Вибув                                        | Вибув                          | Вибув                      | Вибув                      |        |
| до 66 кг  | Ованес Вардересян | За 3-е місце |                              | Педро Ісаак Муленс Херера (CUB) Пор.0-3 (PO) | Вибув                          | Вибув                      | Вибув                      |        |
| до 74 кг  | Арсен Джулфалакян | За 1-е місце |                              | Даніяр Кобона (KGZ) пер.3-0 (PO)             | Олександр Кікіна (BLR) пер.3-0 | Емін Ахмадов (AZE) пер.3-0 | Роман Власов (RUS) Пор.3-0 | Срібло |
| до 96 кг  | Артур Алексанян   |              |                              |                                              |                                |                            |                            | Бронза |
| до 120 кг | Юрій Патрикеєв    |              |                              |                                              |                                |                            |                            |        |

### Водні види спорту

#### Плавання
Спортсменів — 2
Чоловіки
| Змагання      | Спортсмен     | Попередні запливи | Попередні запливи | Півфінали               | Півфінали               | Фінал                   | Фінал                   | Підсумкове місце |
| Змагання      | Спортсмен     | Результат         | Місце             | Результат               | Місце                   | Результат               | Місце                   | Підсумкове місце |
| ------------- | ------------- | ----------------- | ----------------- | ----------------------- | ----------------------- | ----------------------- | ----------------------- | ---------------- |
| Вільний стиль | Мікаел Колоян | 53.82             | 3                 | не пройшов кваліфікацію | не пройшов кваліфікацію | не пройшов кваліфікацію | не пройшов кваліфікацію | 45               |

Жінки
| Змагання       | Спортсмен      | Попередні запливи | Попередні запливи | Півфінали        | Півфінали        | Фінал            | Фінал            | Підсумкове місце |
| Змагання       | Спортсмен      | Результат         | Місце             | Результат        | Місце            | Результат        | Місце            | Підсумкове місце |
| -------------- | -------------- | ----------------- | ----------------- | ---------------- | ---------------- | ---------------- | ---------------- | ---------------- |
| 100 м на спині | Анаїт Барсегян | 1:08.19 (+1,81)   | 4                 | Завершила виступ | Завершила виступ | Завершила виступ | Завершила виступ | 44               |

### Гімнастика
Спортсменів — 1

#### Спортивна гімнастика
| Атлет        | Вправи             | Снаряд | Снаряд | Снаряд | Снаряд | Снаряд | Снаряд | Кваліфікація | Кваліфікація | Снаряд                  | Снаряд                  | Снаряд                  | Снаряд                  | Снаряд                  | Снаряд                  | Фінал                   | Фінал                   |
| Атлет        | Вправи             | В      | К      | Кіл    | ОС     | ПБ     | П      | Сума         | Місце        | В                       | К                       | Кіл                     | ОС                      | ПБ                      | П                       | Сума                    | Місце                   |
| ------------ | ------------------ | ------ | ------ | ------ | ------ | ------ | ------ | ------------ | ------------ | ----------------------- | ----------------------- | ----------------------- | ----------------------- | ----------------------- | ----------------------- | ----------------------- | ----------------------- |
| Артур Давтян | Абсолютну першість | 10.800 | 13.900 | 13.400 | 14.833 | 14.233 | 13.366 | 82.865       | 36           | не пройшов кваліфікацію | не пройшов кваліфікацію | не пройшов кваліфікацію | не пройшов кваліфікацію | не пройшов кваліфікацію | не пройшов кваліфікацію | не пройшов кваліфікацію | не пройшов кваліфікацію |
| Артур Давтян | Вільні вправи      | 13.800 | Н/Д    | Н/Д    | Н/Д    | Н/Д    | Н/Д    | 13.800       | 57           | не пройшов кваліфікацію | не пройшов кваліфікацію | не пройшов кваліфікацію | не пройшов кваліфікацію | не пройшов кваліфікацію | не пройшов кваліфікацію | не пройшов кваліфікацію | не пройшов кваліфікацію |
| Артур Давтян | Кінь               | Н/Д    | 13.900 | Н/Д    | Н/Д    | Н/Д    | Н/Д    | 13.900       | =33          | не пройшов кваліфікацію | не пройшов кваліфікацію | не пройшов кваліфікацію | не пройшов кваліфікацію | не пройшов кваліфікацію | не пройшов кваліфікацію | не пройшов кваліфікацію | не пройшов кваліфікацію |
| Артур Давтян | Кільця             | Н/Д    | Н/Д    | 13.400 | Н/Д    | Н/Д    | Н/Д    | 13.400       | 64           | не пройшов кваліфікацію | не пройшов кваліфікацію | не пройшов кваліфікацію | не пройшов кваліфікацію | не пройшов кваліфікацію | не пройшов кваліфікацію | не пройшов кваліфікацію | не пройшов кваліфікацію |
| Артур Давтян | Опорний стрибок    | Н/Д    | Н/Д    | Н/Д    | 14.833 | Н/Д    | Н/Д    | 14.833       | 15           | не пройшов кваліфікацію | не пройшов кваліфікацію | не пройшов кваліфікацію | не пройшов кваліфікацію | не пройшов кваліфікацію | не пройшов кваліфікацію | не пройшов кваліфікацію | не пройшов кваліфікацію |
| Артур Давтян | Паралельні бруси   | Н/Д    | Н/Д    | Н/Д    | Н/Д    | 14.233 | Н/Д    | 14.233       | 47           | не пройшов кваліфікацію | не пройшов кваліфікацію | не пройшов кваліфікацію | не пройшов кваліфікацію | не пройшов кваліфікацію | не пройшов кваліфікацію | не пройшов кваліфікацію | не пройшов кваліфікацію |
| Артур Давтян | Перекладина        | Н/Д    | Н/Д    | Н/Д    | Н/Д    | Н/Д    | 13.366 | 13.366       | 60           | не пройшов кваліфікацію | не пройшов кваліфікацію | не пройшов кваліфікацію | не пройшов кваліфікацію | не пройшов кваліфікацію | не пройшов кваліфікацію | не пройшов кваліфікацію | не пройшов кваліфікацію |

### Дзюдо
Спортсменів — 2
Чоловіки
| Спортсмен     | Категорія | 1/64 фіналу                         | 1/32 фіналу                    | 1/16 фіналу                      | Чвертьфінал                  | Півфінал           | Втішний 1                   | Втішний 2          | Фінал              | Фінал           |
| Спортсмен     | Категорія | Суперник Результат                  | Суперник Результат             | Суперник Результат               | Суперник Результат           | Суперник Результат | Суперник Результат          | Суперник Результат | Суперник Результат | Місце           |
| ------------- | --------- | ----------------------------------- | ------------------------------ | -------------------------------- | ---------------------------- | ------------------ | --------------------------- | ------------------ | ------------------ | --------------- |
| Ованес Давтян | до 60 кг  | Тобіас Енглмайер (GER) В0002 — 1011 | Ільгар Мушкієв (AZE) В000-0101 | Еркебулан Косаєв (KAZ) В100-000  | Еліо Верде (ITA) П001 — 0002 | Вибув              | Софьян Мілу (FRA) П001-0002 | Завершив виступ    | Завершив виступ    | 5               |
| Армен Назарян | до 66 кг  | Не брав участі                      | [Раймонд Авін]] (PNG) В000-100 | Павло Загроднік (POL) П0102-0111 | Завершив виступ              | Завершив виступ    | Завершив виступ             | Завершив виступ    | Завершив виступ    | Завершив виступ |

### Легка атлетика
Спортсменів — 4
Чоловіки
| Спортсмен         | Дисципліна        | Попередній раунд | Попередній раунд | Фінал                   | Фінал |
| Спортсмен         | Дисципліна        | Результат        | Місце            | Результат               | Місце |
| ----------------- | ----------------- | ---------------- | ---------------- | ----------------------- | ----- |
| Мелік Джаноян     | метання списа     | 72.64            | 18               | не пройшов кваліфікацію | 39    |
| Вардан Пахлеванян | стрибки у довжину | 6.55             | 21               | не пройшов кваліфікацію | 40    |
| Арсен Саргсян     | стрибки у довжину | 7.62             | 11               | не пройшов кваліфікацію | 25    |

Жінки
| Спортсмен         | Дисципліна    | Попередній раунд | Попередній раунд | Фінал                   | Фінал                   |
| Спортсмен         | Дисципліна    | Результат        | Місце            | Результат               | Місце                   |
| ----------------- | ------------- | ---------------- | ---------------- | ----------------------- | ----------------------- |
| Христине Арутюнян | метання списа | 47.65            | 38               | не пройшла кваліфікацію | не пройшла кваліфікацію |

### Стрілянина
Спортсменів — 1
Чоловіки
| Спортсмени      | Змагання                   | Кваліфікація | Кваліфікація | Фінал                   | Всього    | Всього |
| Спортсмени      | Змагання                   | Результат    | Місце        | Фінал                   | Результат | Місце  |
| --------------- | -------------------------- | ------------ | ------------ | ----------------------- | --------- | ------ |
| Норайр Бахтамян | Пневматичний пістолет, 10м | 579          | 16           | не пройшов кваліфікацію | 579       | 16     |
| Норайр Бахтамян | Пістолет, 50 м             | 557          | 18           | не пройшов кваліфікацію | 557       | 18     |

### Тхеквондо
Спортсменів — 1
Чоловіки
| Змагання | Спортсмен    | Турнір       | 1/8 фіналу                      | Чвертьфінал                   | Півфінал                             | Фінал              |
| Змагання | Спортсмен    | Турнір       | Суперник Результат              | Суперник Результат            | Суперник Результат                   | Суперник Результат |
| -------- | ------------ | ------------ | ------------------------------- | ----------------------------- | ------------------------------------ | ------------------ |
| до 80 кг | Арман Еремян | За 1-е місце | Себастьєн Мішо (CAN) пер. 8 — 4 | Томмі Моллет (NED) пер. 6 — 4 | Себастьян Крісманіч (ARG) пор. 1 — 2 | Не пройшов         |
| до 80 кг | Арман Еремян | За 3-е місце |                                 |                               | Лутало Мугаммад (GBR) пор. 3 — 9     | Не пройшов         |

### Важка атлетика
Спортсменів — 6
Чоловіки
| Атлет                | Вага     | Ривок                  | Ривок                  | Поштовх                | Поштовх                | Всього                 | Місце                  |
| Атлет                | Вага     | Результат              | Місце                  | Результат              | Місце                  | Всього                 | Місце                  |
| -------------------- | -------- | ---------------------- | ---------------------- | ---------------------- | ---------------------- | ---------------------- | ---------------------- |
| Аракел Мірзоян       | до 69 кг | 148                    | 6                      | 177                    | DNF                    | 148                    | DNF                    |
| Тигран Г. Мартиросян | до 77 кг | Withdrew due to injury | Withdrew due to injury | Withdrew due to injury | Withdrew due to injury | Withdrew due to injury | Withdrew due to injury |
| Ара Хачатрян         | до 85 кг | 165                    | DNF                    | —                      | —                      | —                      | DNF                    |
| Норайр Варданян      | до 94 кг | 170                    | 9                      | 210                    | 8                      | 380                    | 11                     |

Жінки
| Атлет            | Змагання    | Ривок     | Ривок | Поштовх   | Поштовх | Всього | Місце      |
| Атлет            | Змагання    | Результат | Місце | Результат | Місце   | Всього | Місце      |
| ---------------- | ----------- | --------- | ----- | --------- | ------- | ------ | ---------- |
| Меліне Далузян   | до 69 кг    | 111       | 6     | 140       | DNF     | 111    | DNF        |
| Ріпсіме Хуршудян | понад 75 кг | 128       | 4     | 166       | 3       | 294    | 3 ! [ 21 ] |